# Reiichi Mikata
Reiichi Mikata (n. 14 ianuarie 1967, Prefectura Iwate, Japonia) este un sportiv ce a reprezentat Japonia, medaliat olimpic. A participat la o ediție a Jocurilor Olimpice (1992) în care a câștigat o medalie de aur.

## Participări
Lista de mai jos prezintă principalele competiții la care a participat Reiichi Mikata de-a lungul carierei.
- Nordic combined at the 1992 Winter Olympics – team[*]